# Serra del Verd
La serra del Verd est un massif de montagnes de la chaîne des Pyrénées dans la province de Lérida en Catalogne, en Espagne. Il mesure 13 km de long pour 9 km de large, et culmine au cap del Verd (42° 12′ 02″ N, 1° 36′ 49″ E) à 2 282 mètres. À cause de la nature sédimentaire de ses roches et de sa position avancée par rapport à la zone centrale des Pyrénées, la serra del Verd fait partie du contrefort pré-pyrénéen. Géologiquement parlant, le massif se situe dans la zone sud-pyrénéenne.

## Géographie

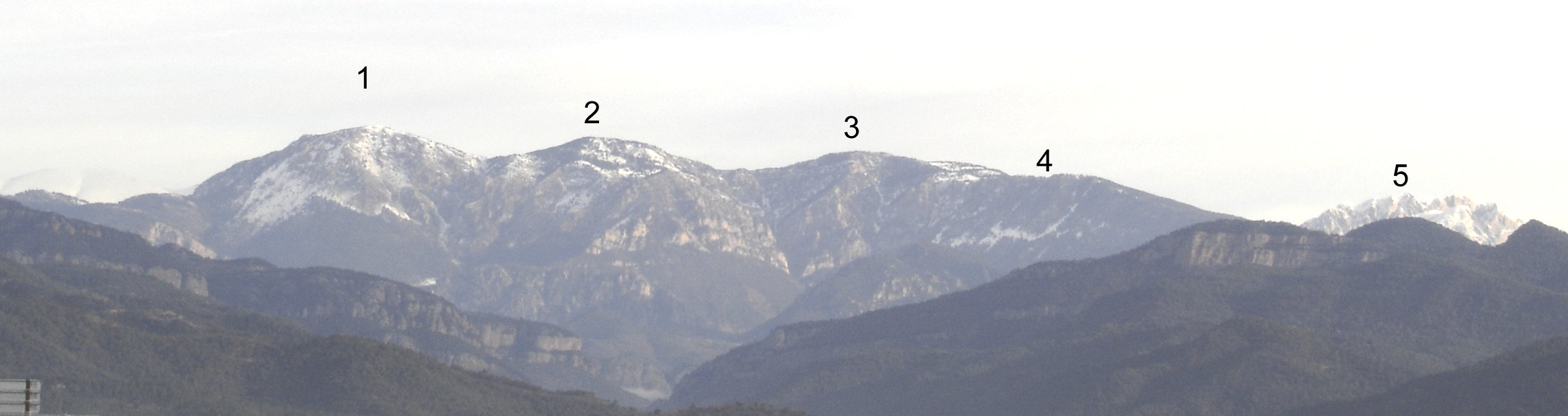
Vue du massif : cap del Verd (1), cap de Prat d'Aubes (2), cap d'Urdet (3), coll de Pradell (4). Massif du Pedraforca (5).

### Principaux sommets

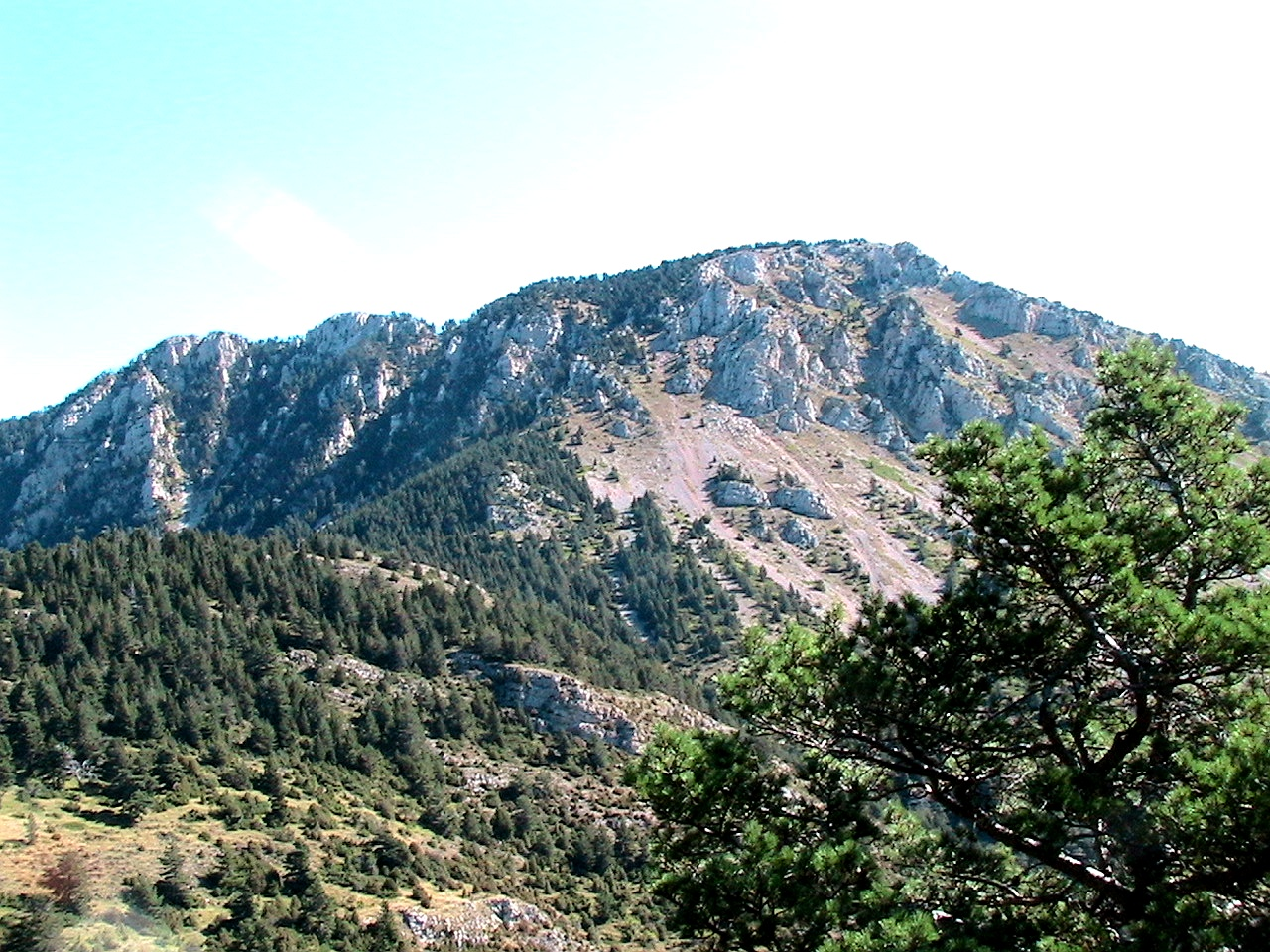
Cap del Verd.

| Sommet              | Altitude (mètres) |
| ------------------- | ----------------- |
| Cap del Verd        | 2 282             |
| Cap de Prat d'Aubes | 2 252             |
| Cap d'Urdet         | 2 240             |
| Pujalt              | 2 109             |

### Géologie

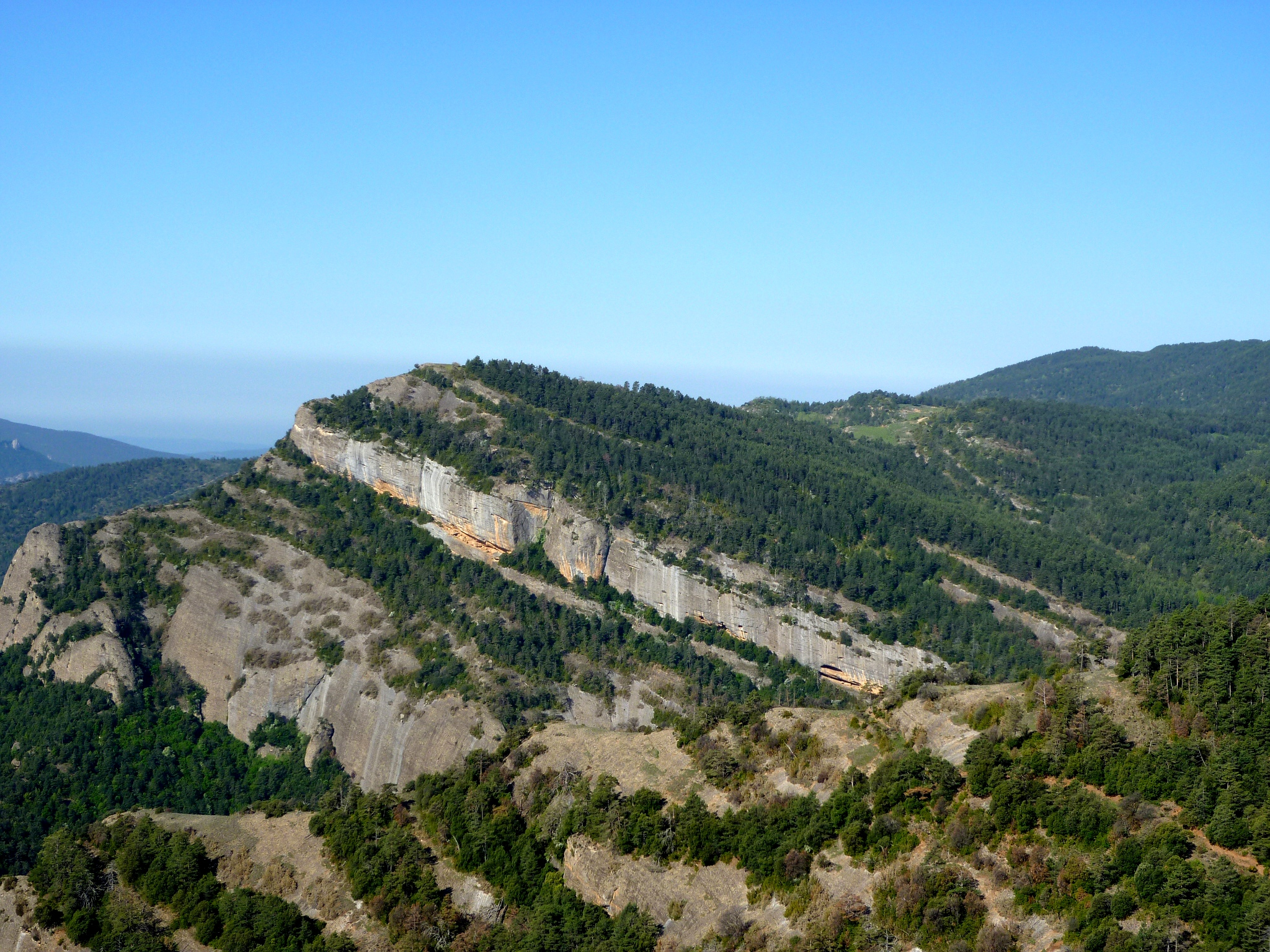
Pendage des strates géologiques inclinées à 40°.

Le relief actuel s'est formé entre −40 et −20 Ma (Éocène et Oligocène), conséquence de la formation des Pyrénées : les strates géologiques de type sédimentaire, déposées principalement depuis le Mésozoïque (à partir de −256 Ma) jusqu'à l'Éocène (vers −35 Ma), sont remontées en altitude entre −40 et −20 Ma par la collision entre la plaque ibérique au sud et la plaque eurasiatique au nord.

## Activités humaines

### Économie
- Station de sports d'hiver de Rasos de Peguera